# Souveraineté tribale aux États-Unis

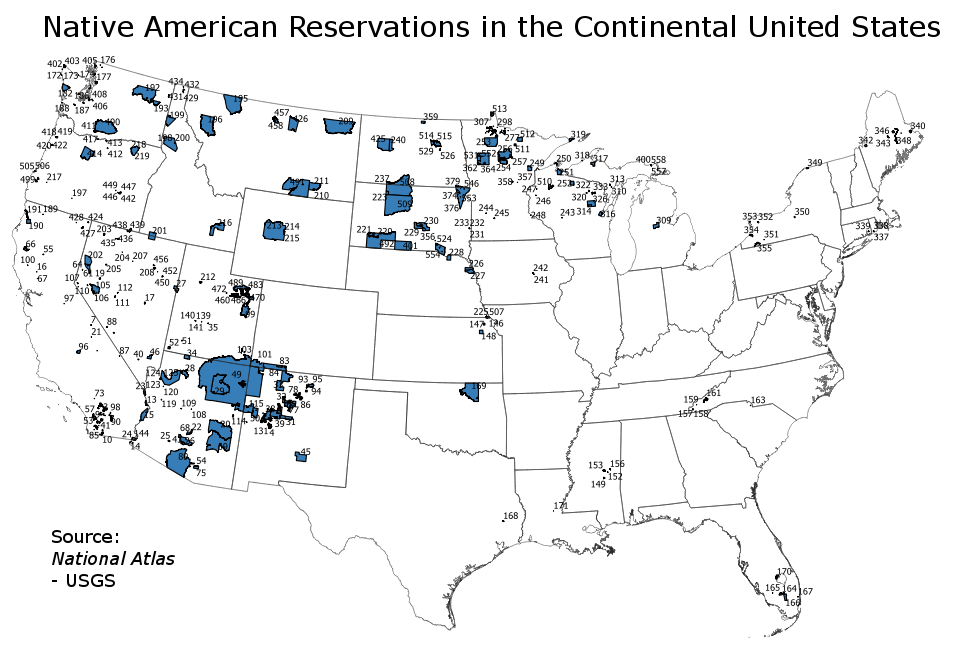
Carte des territoires tribaux dans les 48 États-Unis contigus en 2019.

La souveraineté tribale aux États-unis est le pouvoir inhérent de tribus indigènes à se gouverner elles-mêmes à l'intérieur des frontières des États-Unis d'Amérique. Le gouvernement fédéral des États-Unis reconnaît les nations tribales comme des « domestic dependent nations » et a mis en place un certain nombre de lois pour tenter de clarifier la relation entre le gouvernement fédéral, le gouvernement des États et les gouvernements tribaux.
Il peut être noté que, bien que la souveraineté tribale des Amérindiens est partiellement limitée comme « domestic dependent nations », la souveraineté du gouvernement fédéral et celle des États l'est également, chacune étant limitée par les autres. La volonté de la population est à la base de la souveraineté à la fois du gouvernement fédéral et des États, mais aucune de ces souverainetés n'est absolue et chacun opère au sein d'un système de double souveraineté. Selon la clause de réserve du dixième amendement, l'État fédéral ne possède que les pouvoirs qui lui sont délégués par la Constitution (expressément ou implicitement), tandis que tous les autres pouvoirs sont réservés aux États ou au peuple. Par exemple, chaque État a les pleins pouvoirs de police. D'autre part, les États individuels, comme les tribus indiennes, ne peuvent pas imprimer de la monnaie ni conduire des relations avec l'étranger ni exercer d'autres pouvoirs attribués par la Constitution à l'État fédéral. De ce point de vue, la souveraineté tribale est une forme de souveraineté parallèle dans le cadre de la Constitution des États-Unis, contrainte par mais pas subordonnée à d'autres entités souveraines.

## Les tribus et la Constitution des États-Unis
La Constitution des États-Unis mentionne les tribus amérindiennes à trois reprises :
- L'article I, section 2, clause 3 dispose que « Les représentants et les impôts directs seront répartis entre les différents États […] proportionnellement au nombre de leurs habitants, qui sera déterminé en ajoutant au nombre total des personnes libres, y compris celles qui se sont louées pour un nombre d'années déterminé, mais à l'exclusion des Indiens non soumis à l'impôt »[note 1];
- L'article I, section 8 de la Constitution dispose que « le Congrès aura le pouvoir de réglementer le commerce avec les nations étrangères et entre les divers États, ainsi qu'avec les tribus indiennes »[2], déterminant que les tribus indiennes étaient séparées du gouvernement fédéral, des États et des nations étrangères[3] ;  et
- Le quatorzième amendement, section 2, modifie la répartition des représentants dans l'article I, section 2 ci-dessus[4].

Ces dispositions constitutionnelles, et les interprétations ultérieures de la Cour suprême, sont aujourd'hui souvent résumées par les trois principes directeurs du droit indien des États-Unis,,:
- Souveraineté territoriale : L’autorité tribale sur les terres indiennes est organique et n’est pas accordée par les États fédérés dans lesquels se trouvent les terres indiennes.
- Doctrine du pouvoir plénier : c'est le seul Congrès des États-Unis, et non le pouvoir exécutif ou le pouvoir judiciaire fédéraux, qui détient l'autorité ultime en ce qui concerne les questions touchant les tribus indiennes. Les juridictions fédérales laissent une plus grande marge de manœuvre au Congrès sur les affaires indiennes que sur d'autres questions.
- Relation de tutelle : Le gouvernement fédéral a le « devoir de protéger » les tribus, tel un « tuteur sur sa pupille », ce qui implique (les tribunaux l’ont constaté) les autorités législatives et exécutives nécessaires pour s’acquitter de ce devoir[8].

## Histoire

### Avant l'indépendance
Le premier traité signé entre les États-Unis et une tribu amérindienne fut celui avec les indiens Delaware en 1783. Ce traité s’inspirait largement des politiques britanniques envers les indiens d’avant la guerre d’indépendance.

### L'Amérique primitive
Les Amérindiens des États-Unis récemment formés devaient souvent convaincre les nouveaux citoyens du pays de leur permettre de continuer leur existence sur leurs terres. La manière dont cela a été fait variait, mais la stratégie la plus souvent utilisée était l'assimilation, la conversion au christianisme et l'abandon de leur ancien mode de vie pour adopter la conduite de « l'américain idéal ». Cette ligne de conduite était souvent imposée aux Amérindiens, l'alternative étant l'expulsion de leurs terres ou même la mort.
Certains Amérindiens ont conclu que la seule façon d’être acceptés était d’embrasser le christianisme et d’expier leurs péchés perçus. En adoptant le christianisme ainsi que ce qui était considéré comme le mode de vie moral observé par les colons blancs, les Amérindiens espéraient être acceptés et avoir une place dans le nouveau pays. Cependant, cela était loin d’être suffisant, car les Amérindiens devaient souvent implorer les Américains de ne pas exterminer leur peuple, même après leur assimilation. Des prédicateurs, comme Elias Boudinot, « ont pris la parole au nom de la nation Cherokee [dans le cas d'Elias Boudinot] et ont fait appel à la conscience des Blancs. (En effet, devoir convaincre les Blancs de ne pas commettre de génocide est malheureusement un thème récurrent dans l'histoire des relations entre Indiens et Blancs.) ». Ces tentatives et ces appels n'ont pas été couronnés de succès, même si de nombreux Amérindiens se conformaient au mode de vie blanc et souhaitaient donc vivre parmi les Américains blancs. De nombreux colons pensaient que « [les Amérindiens] étaient intrinsèquement incapables de s’intégrer pacifiquement dans la société blanche », malgré les tentatives des Amérindiens pour y parvenir.

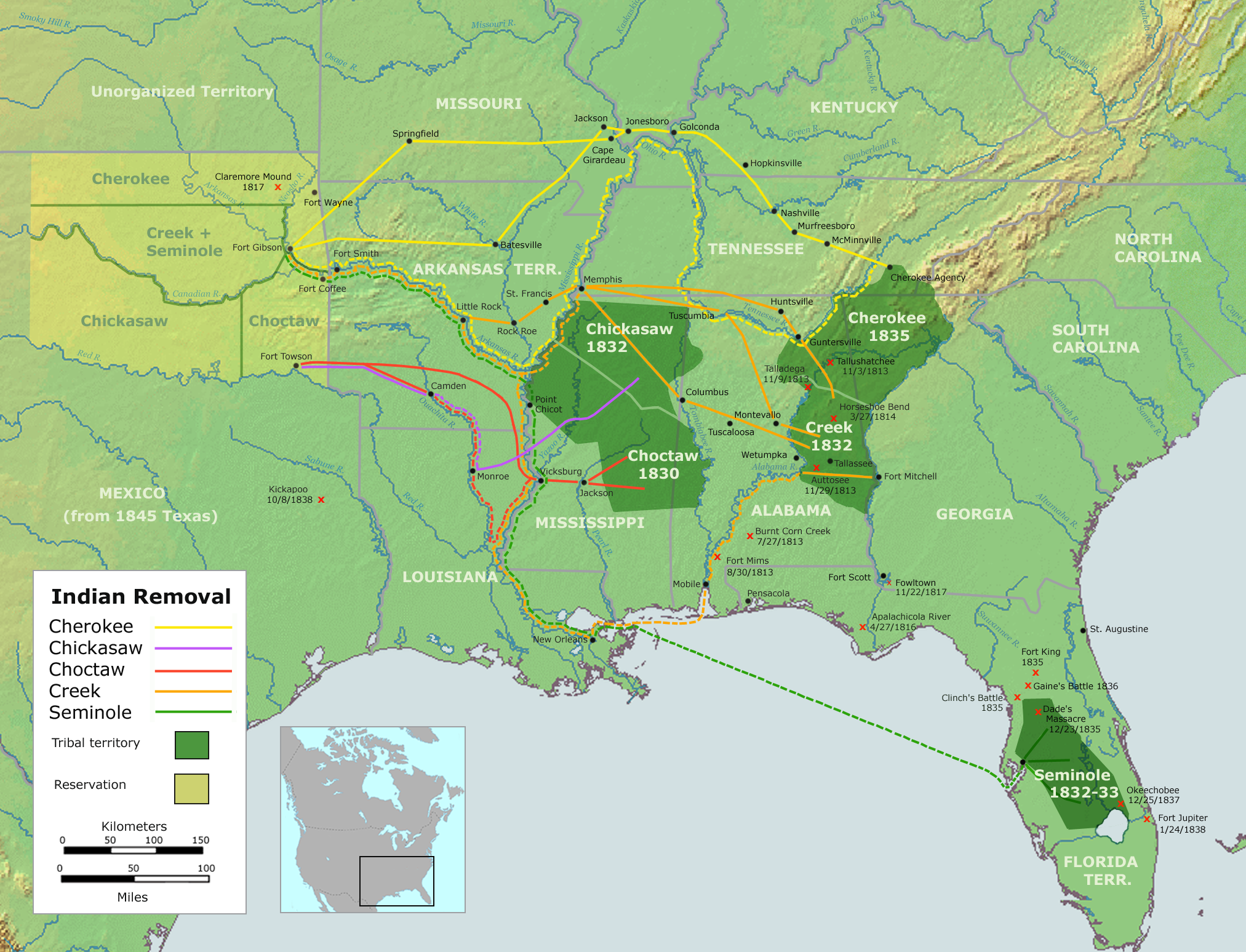
Carte du déplacement des Indiens d'Amérique, 1830-1838

Même après que les Amérindiens ont commencé à se conformer à de nouveaux modes de vie, ils ont été chassés de leurs terres. Cela a souvent été fait pour faire de la place aux colons blancs, l'exemple le plus célèbre étant le déplacement forcé de la nation Cherokee, qui, malgré ses appels à la conscience du peuple, a été forcée de quitter ses terres dans ce qui est devenu connu sous le nom de Sentier des Larmes. Cet événement s'inscrit dans le contexte du déplacement forcé de nombreuses autres populations autochtones, contraintes d’entreprendre le voyage vers l’ouest afin de faire de la place aux Américains blancs. Ce déplacement forcé faisait partie intégrante des politiques publiques de peuplement de l'époque, comme en témoigne l'Indian Removal Act de 1830 par exemple.
Il y eut quelques rares exceptions d'une certaine compensation pour la cession des terres de certaines nations autochtones, comme les membres de la Nation Chicacha, qui ont été contraints de quitter leurs maisons mais ont été indemnisés. Il est à noter que grâce à de bons investissements, cet argent a rapidement fait de la nation un actionnaire important de la Banque d'État de l'Alabama, un fait qui était en grande partie caché aux investisseurs. D’une manière ironique, « les fonds Chicachas sont devenus le capital du système bancaire même qui fournissait du crédit et des liquidités aux spéculateurs sur leurs terres cédées».

### La trilogie Marshall (1823-1832)

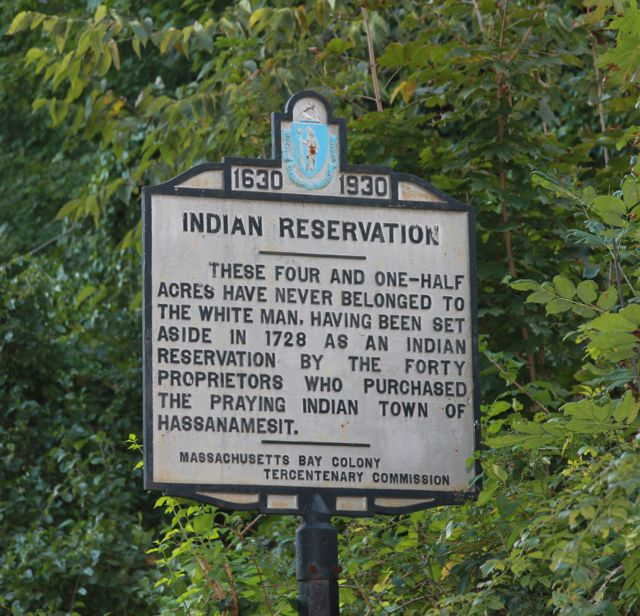
Panneau de la réserve indienne Hassanamisco Nipmuc.

La « trilogie Marshall », du nom de John Marshall, Juge en chef des États-Unis à cette période, fait référence à un ensemble de trois décisions de la Cour suprême des États-Unis du début du XIXe siècle relatives au statut juridique et politique des nations indiennes.
- Johnson c. McIntosh (1823) : interdisant aux citoyens privés d'acheter des terres aux Amérindiens.
- Cherokee Nation c. Georgia (1831) : déclarant la nation Cherokee dépendante, avec une relation avec les États-Unis comparable à celle d'une « pupille à son tuteur ».
- Worcester c. Géorgie (1832) : a établi la relation entre les tribus et les gouvernements des États et fédéral, déclarant que le gouvernement fédéral était la seule autorité pour traiter avec les nations indiennes[11].

### Indian Appropriations Act de 1871
À l’origine, les États-Unis avaient reconnu les tribus indiennes comme des nations indépendantes, mais après la Guerre de Sécession, un changement soudain d’approche a eu lieu .
L'Indian Appropriations Act de 1871 comportait deux dispositions importantes. Premièrement, la loi a mis fin à la reconnaissance par les États-Unis de nouvelles tribus amérindiennes ou de nouvelles nations indépendantes et a interdit la conclusion de nouveaux traités. Ainsi, le gouvernement fédéral n’interagissait plus avec les différentes tribus par le biais de traités, mais plutôt par le biais de lois, votées par le Congrès :

« Aucune nation ou tribu indienne ci-après située sur le territoire des États-Unis ne sera reconnue ou reconnue comme nation, tribu ou puissance indépendante avec laquelle les États-Unis pourraient conclure un traité : sous réserve, en outre, que rien dans les présentes ne soit interprété comme invalidant ou altérant l’obligation d’un traité antérieurement légalement conclu et ratifié avec une telle nation ou tribu indienne. »

— Indian Appropriations Act de 1871,
La loi de 1871 a également érigé en crime fédéral le fait de commettre un meurtre, un homicide involontaire, un viol, une agression avec intention de tuer, un incendie criminel, un cambriolage et un vol sur tout le territoire des États-Unis.

### Fondation des juridictions tribales (1883)
Le 10 avril 1883, cinq ans après avoir établi les pouvoirs de police des Indiens dans les différentes réserves, le commissaire aux Indiens approuva les règles d'un « tribunal des délits indiens ». Le tribunal a fourni un lieu pour l'exercice de la justice pénale, mais n’a accordé aucun recours aux tribus cherchant à résoudre des affaires civiles. Cinq ans plus tard, le Congrès a commencé à accorder des fonds pour faire fonctionner les tribunaux indiens.
Alors que les juridictions fédérales ont clarifié certains des droits et responsabilités des États fédérés et du gouvernement fédéral envers les nations indiennes au cours du XIXe siècle, mais ils fallut attendre presque autant de temps pour que la jurisprudence détermine quels pouvoirs restaient conférés aux nations tribales. Dans l’intervalle, en tant que tuteur des nations tribales chargé de protéger leurs intérêts et leurs biens, le gouvernement fédéral s’est vu légalement confier la propriété et l’administration des actifs, des terres, de l’eau et des droits issus de traités.

### États-Unis c. Kagama(1886)
La loi de 1871 a été confirmée en 1886 par la Cour suprême des États-Unis, dans l'affaire États-Unis c. Kagama, qui a affirmé que le Congrès détenait un « pouvoir plénier » (en anglais : plenary power) sur toutes les tribus amérindiennes à l'intérieur de ses frontières. L'arrêt retient que « le pouvoir du gouvernement général [le gouvernement fédéral] sur ces vestiges d'une race autrefois puissante... est nécessaire à leur protection ainsi qu'à la sécurité de ceux parmi lesquels ils vivent ». La Cour suprême a affirmé que le gouvernement fédéral « a le droit et l'autorité, au lieu de les contrôler par des traités, de les gouverner par des lois du Congrès, puisqu'ils se trouvent dans les limites géographiques des États-Unis. […] Les Indiens ne doivent aucune allégeance à un État [fédéré] dans lequel leur réserve pourrait être établie, et l'État [fédéré] ne leur accorde aucune protection ».

### Loi Dawes de 1887
Adoptée par le Congrès en 1887, le General Allotment Act, dit « loi Dawes » doit son nom au sénateur Henry L. Dawes du Massachusetts, président de la commission des affaires indiennes du Sénat. En substance, la loi a divisé les terres de la plupart des tribus en parcelles modestes à distribuer aux familles indiennes, et celles qui restaient ont été vendues aux enchères à des acheteurs blancs. Les Indiens qui acceptaient les terres agricoles et devenaient « civilisés » recevaient la citoyenneté étatsunienne. Mais la loi elle-même s’est avérée désastreuse pour les Indiens, car de nombreuses terres tribales ont été perdues et les traditions culturelles détruites. Les Blancs en ont le plus bénéficié ; par exemple, lorsque le gouvernement a rendu disponible 8 100 km2 de terres indiennes en Oklahoma, 50 000 colons blancs ont afflué presque instantanément pour les revendiquer toutes (en l'espace d'une journée, le 22 avril 1889).

## AuXXesiècle

### Lois sur le revenu et la citoyenneté indienne de 1924
Le Revenue Act de 1924 (Pub. L. 68–176), également connu sous le nom de projet de loi fiscale Mellon, d'après le secrétaire américain au Trésor Andrew Mellon, a réduit les taux fédéraux d'imposition et créé le Conseil américain des recours fiscaux, qui a ensuite été rebaptisé Tribunal fiscal des États-Unis (en anglais : United States Tax Court) en 1942. Le Revenue Act s'appliquait aux revenus de 1924. Le taux le plus bas, sur les revenus inférieurs à 4 000 $, est passé de 1,5 % à 1,125 % (les deux taux sont calculés après réduction du « crédit pour revenu gagné »). Une loi parallèle, la Loi sur la citoyenneté indienne de 1924 (Pub. L. 68–175, en anglais : Indian Citizenship Act), accordait la citoyenneté à tous les résidents indiens non citoyens,. Ainsi, le Revenue Act disposait qu'il n'y avait plus d'« Indiens non imposés » à ne pas compter aux fins de la répartition des sièges à la Chambre des représentants du Congrès des États-Unis. Le président Calvin Coolidge a promulgué le projet de loi.

### Loi de réorganisation indienne de 1934
En 1934, la loi sur la réorganisation indienne (en anglais : Indian Reorganisation Act), codifiée à la section 476 du titre 25 du Code des États-Unis, a permis aux nations indiennes de choisir parmi un catalogue d'organisation institutionnelle qui énuméraient les pouvoirs des tribus et des conseils tribaux. Bien que la loi ne reconnaisse pas spécifiquement les tribunaux des délits indiens, 1934 est largement considérée comme l'année où l'autorité tribale, plutôt que l'autorité des États-Unis, a donné une légitimité aux juridictions tribales. John Collier et Nathan Margold ont rédigé une opinion juridique, « Powers of Indian Tribes », publié le 25 octobre 1934, et ont commenté le libellé de la loi sur la réorganisation indienne. Cette opinion affirmait que des « pouvoirs souverains » étaient inhérents aux tribus indiennes, sauf dans les cas où ils étaient restreints par le Congrès. L'opinion précisait que « la conquête a placé les tribus indiennes sous le contrôle du Congrès, mais à moins que le Congrès n'ait expressément restreint ou limité les pouvoirs internes de souveraineté conférés aux tribus indiennes, ces pouvoirs sont toujours conférés aux tribus respectives et peuvent être exercés par leurs organes de gouvernement dûment constitués. ».
La loi sur la réorganisation a été difficile à mettre en œuvre en raison de l’absence d’un texte centralisé sur le droit fédéral indien. En 1939, Felix S. Cohen devient chef de l'Indian Law Survey, visant à compiler les lois et traités fédéraux concernant les Indiens d'Amérique. Le livre qui en résulta, publié en 1941 sous le titre The Handbook of Federal Indian Law, devint bien plus qu’une simple étude. Le Manuel a été le premier à montrer comment des centaines d’années de traités, de lois et de décisions divers formaient un tout complet. Aujourd'hui, Cohen est reconnu pour avoir créé la discipline moderne du droit fédéral indien. Pour ce travail, Cohen a reçu le Distinguished Service Award en 1948. L'Université du Nouveau-Mexique a réédité le manuel initial en 1971, et des versions mises à jour du manuel ont été publiées en 1982 et 2005.

### Loino83-280 (1953)
En 1953, le Congrès a promulgué la loi no 83-280, qui accordait à certains États une juridiction étendue sur les litiges pénaux et civiles impliquant des Indiens sur des terres indiennes. Beaucoup, en particulier les Indiens, continuent de croire que la loi est injuste parce qu’elle impose un système de lois aux nations tribales sans leur approbation.
En 1965, la Cour d'appel des États-Unis pour le neuvième circuit a conclu qu'aucune loi n'avait jamais étendu les dispositions de la Constitution américaine, y compris le droit d'habeas corpus, aux membres des tribus traduits devant les juridictions tribales. Cependant, la Cour a conclu que « c'est une pure fiction d'affirmer que les tribunaux indiens opérant dans la communauté indienne de Fort Belknap ne relèvent pas, du moins en partie, du gouvernement fédéral. Initialement, ils ont été créés par l'exécutif fédéral et imposés à la communauté indienne, et à ce jour, le gouvernement fédéral exerce encore un contrôle partiel sur eux. » Cependant, la Cour d'appel a finalement limité sa décision à la réserve en question et a déclaré : « [cette] décision ne signifie pas que le tribunal tribal doive se conformer à toutes les restrictions constitutionnelles applicables aux tribunaux fédéraux ou étatiques. ».
Bien que de nombreuses juridictions modernes des nations indiennes soient liés par la confiance légitime aux juridiction des États fédérés, ces nations n’ont toujours pas d’accès direct aux juridictions fédérales en tant que telles. Lorsqu'une nation indienne souhaite intenter une action en justice contre un État fédéré devant une juridiction fédérale, elle ne peut le faire qu'avec l'accord préalable du Bureau des affaires indiennes du gouvernement fédéral. À l’ère juridique moderne, la jurisprudence et le Congrès ont toutefois affiné davantage les compétences souvent concurrentes des nations tribales, des États fédérés et de l'État fédéral en ce qui concerne le droit indien.
Dans l'affaire Oliphant c. Suquamish Indian Tribe de 1978, la Cour suprême, a conclu par 6 voix contre 2 que les juridictions tribales n'ont pas compétence sur les non-Indiens. L'arrêt a été rédigé par le juge William Rehnquist et le juge en chef de l'époque, Warren Burger, et le juge Thurgood Marshall ont rédigé une opinion dissidente. Mais  certaines questions demeurent sans réponse, notamment le pouvoir de police de l'audience des juridictions tribales (telle que celui de prononcer un outrage au tribunal) contre les non-Indiens pour maintenir l'ordre dans la salle d'audience, ou assigner à comparaître des non-Indiens.
Une affaire de 1981, Montana c. États-Unis, a précisé que les nations tribales possèdent un pouvoir inhérent sur leurs affaires internes et une autorité civile sur les non-membres sur les terres en pleine propriété dans leur réserve lorsque leur « conduite menace ou a un effet direct sur l'intégrité politique, la sécurité économique ou la santé ou le bien-être de la tribu ».
D’autres cas survenus au cours de ces années ont empêché les États fédérés d’interférer avec la souveraineté des nations tribales. La souveraineté tribale dépend et est subordonnée uniquement à l'État fédéral, et non aux États fédérés, en vertu de l'affaire Washington c. Confederated Tribes of Colville Indian Reservation (1980). Les tribus sont souveraines sur leurs membres et sur leurs terres, selon l'arrêt États-Unis c. Mazurie (1975).
Dans Duro c. Reina, 495 U.S.  676 (1990), la Cour suprême a jugé qu'une juridiction tribale n'a pas de juridiction pénale sur un Indien non membre, mais que les tribus « possèdent également leur pouvoir traditionnel et incontesté d'exclure des terres tribales les personnes qu'elles jugent indésirables. ... Les autorités tribales chargées de l'application des lois ont le pouvoir, si nécessaire, de les expulser. Lorsque la compétence pour juger et punir un contrevenant relève de l'extérieure à la tribu, les agents tribaux peuvent exercer leur pouvoir de le détenir et de le transporter aux autorités compétentes. » En réponse à cette décision, le Congrès a adopté le « Duro Fix », qui reconnaît le pouvoir des tribus d'exercer une juridiction pénale dans leurs réserves sur tous les Indiens, y compris les non-membres. Le Duro Fix a été confirmé par la Cour suprême dans l'affaire États-Unis c. Lara, 541 U.S.  193 (2004) .

### Iron Crow c. Tribu Sioux Oglala(1956)
Dans l'affaire Iron Crow c. Oglala Sioux Tribe, la Cour suprême des États-Unis a jugé que deux accusés Oglala Sioux reconnus coupables d'adultère en vertu des lois tribales, et un autre contestant un impôt de la tribu, n'échappaient pas au système juridictionnel tribal parce qu'ils avaient obtenu la citoyenneté américaine. Elle a constaté que les tribus « possèdent toujours leur souveraineté inhérente, sauf lorsqu'elle leur a été spécifiquement retirée par traité ou par une loi du Congrès ». Cela signifie que les Amérindiens n’ont pas exactement les mêmes droits de citoyenneté que les autres citoyens américains. La Cour a cité la jurisprudence d'une affaire antérieure à 1924 qui disposait que « lorsque les Indiens sont prêts à exercer les privilèges et à supporter les fardeaux du » sui iuris, c'est-à-dire de leur propre droit et non sous le pouvoir de quelqu'un d'autre, « la relation tribale peut être dissoute et la tutelle nationale peut prendre fin, mais il appartient au Congrès de déterminer quand et comment cela doit être fait, et si l'émancipation doit être complète ou seulement partielle » (États-Unis c. Nice, 1916). La Cour a également statué, sur la base de l'affaire Lone Wolf c. Hitchcock, qu'« il est parfaitement établi que le Congrès exerce une autorité absolue sur les Indiens ». Elle a jugé que « l'octroi de la citoyenneté en soi ne détruisait pas […] la compétence des juridictions tribales indiennes et […] le Congrès n'avait aucune intention de le faire ». La condamnation pour adultère et le pouvoir des juridictions tribales ont été confirmés.
En outre, la Cour a jugé que même si aucune loi n’avait directement établi les juridictions tribales, le financement fédéral « y compris la rémunération et les autres dépenses des juges des juridictions indiennes » impliquait qu’il s’agissait de juridictions légitimes.

## Gouvernements tribaux aujourd'hui

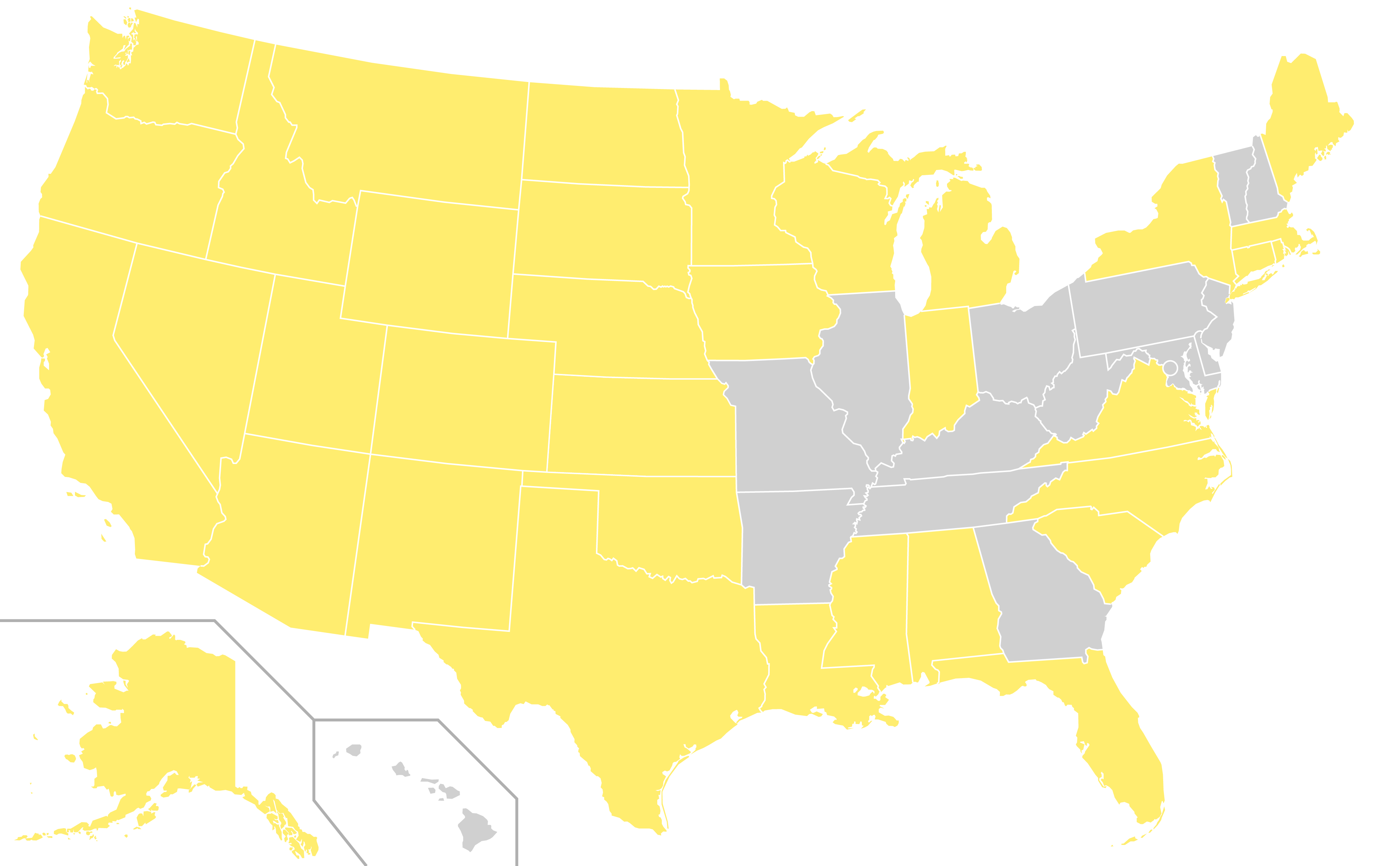
Carte des États avec les tribus reconnues au niveau fédéral marquées en jaune. Hawaï et les États qui ont supprimé toutes leurs tribus sont marqués en gris.

Grand Sceau de la Nation Navajo

### Juridictions tribales
À l’aube du XXIe siècle, les pouvoirs des juridictions tribales à travers les États-Unis variaient, selon que la tribu se trouvait dans un des États mentionnés par la Loi no 82-280, à savoir : l'Alaska, la Californie, le Minnesota, le Nebraska, l'Oregon et le Wisconsin.
La Cour suprême des États-Unis a jugé en 1978 dans Oliphant c. Suquamish Indian Tribe que les tribus n’ont aucune juridiction sur les non-Indiens. Les juridictions pénales conservent une grande compétence pénale sur leurs membres et, en raison de la loi Duro fix, également sur les Indiens non membres en ce qui concerne les crimes commis sur les terres tribales. La loi de 2013 sur la réautorisation de la violence contre les femmes de 2013 a élargi la compétence pénale des tribus sur les auteurs non indiens de violences domestiques qui se produisent dans les territoires indiens lorsque la victime est indienne.
La loi de 1968 sur les droits civiques des Indiens limitait les sanctions tribales à un an de prison et à une amende de 5 000 dollars, mais cette mesure a été étendue par le Tribal Law and Order Act de 2013.
Bien que les nations tribales ne bénéficient pas d'un accès direct aux juridictions fédérales pour intenter des poursuites contre des États fédérés, en tant que nations souveraines, elles bénéficient d'une immunité contre de nombreuses poursuites, à moins qu'un plaignant ne bénéficie d'une dérogation de la part de la tribu ou du Congrès. La souveraineté s’étend aux entreprises tribales et aux casinos tribaux ou aux commissions de jeux. La loi sur les droits civils des Indiens n'autorise pas les actions contre une tribu indienne devant une juridiction fédérale pour privation de droits substantiels, à l'exception des procédures d'habeas corpus.
Les gouvernements tribaux et pueblos lancent aujourd’hui des projets économiques de grande envergure, gèrent des forces de maintien de l'ordre en pleine croissance et adoptent des codes pour régir la conduite au sein de leur juridiction, tandis que les États-Unis conservent le contrôle sur la portée de l’élaboration des lois tribales. Les lois adoptées par les gouvernements amérindiens doivent également passer l’examen du Secrétariat (en anglais : Secretarial Review) du Département de l’Intérieur par l’intermédiaire du Bureau des affaires indiennes.
Alors que la criminalité est deux fois plus élevée sur les terres indiennes, le financement fédéral des juridictions tribales a été critiqué par la Commission des droits civiques des États-Unis et le Government Accountability Office comme étant insuffisant pour leur permettre d'exercer les fonctions judiciaires nécessaires, telles que le recrutement de fonctionnaires formés en droit et l'instruction des affaires négligées par le gouvernement fédéral.

### De nation à nation: les tribus et le gouvernement fédéral
La Constitution des États-Unis mentionne spécifiquement les Amérindiens à trois reprises. L'article I, section 2, clause 3 et la section 2 du quatorzième amendement traitent des « Indiens non imposés » dans la répartition des sièges de la Chambre des représentants en fonction de la population et suggèrent ainsi que les Indiens n'ont pas besoin d'être imposés. L'article I, section 8, clause 3, confère au Congrès le pouvoir de « réglementer le commerce avec les nations étrangères… les États… et avec les tribus indiennes ». Techniquement, le Congrès n'a pas plus de pouvoir sur les nations indiennes que sur les États. Dans les années 1970, l’autodétermination des Amérindiens a remplacé la politique d’extermination des Indiens (en anglais : indian termination policy) comme politique officielle des États-Unis envers les Amérindiens. L'autodétermination a favorisé la capacité des tribus à s’autogouverner et à prendre des décisions concernant leur peuple. En matière de politique indienne, un organisme distinct, le Bureau des affaires indiennes, est en place depuis 1824.
L’idée selon laquelle les tribus ont un droit inhérent à se gouverner elles-mêmes est à la base de leur statut constitutionnel : le pouvoir ne leur est pas délégué par des lois du Congrès. Le Congrès peut cependant limiter la souveraineté tribale. Toutefois, à moins qu’un traité ou une loi fédérale ne supprime un pouvoir, la tribu est présumée le posséder. La politique fédérale actuelle aux États-Unis reconnaît cette souveraineté et met l’accent sur les relations de gouvernement à gouvernement entre les États-Unis et les tribus reconnues par le gouvernement fédéral. Cependant, la plupart des terres amérindiennes sont détenues en fiducie par les États-Unis, et la loi fédérale réglemente toujours les droits économiques des gouvernements tribaux et les droits politiques. La juridiction tribale sur les personnes et les choses à l’intérieur des frontières tribales est souvent en cause. Bien que la juridiction pénale de la tribu sur les Amérindiens soit raisonnablement bien établie, les tribus s’efforcent toujours d’obtenir une juridiction pénale sur les personnes non autochtones qui commettent des crimes dans les territoires indiens. Cela est dû en grande partie à la décision de la Cour suprême de 1978 dans l’affaire Oliphant c. Suquamish Indian Tribe, selon laquelle les tribus n’ont pas l’autorité inhérente pour arrêter, juger et condamner les non-indiens qui commettent des crimes sur leurs terres.
À la suite de deux traités conclus dans les années 1830, deux nations tribales (les Cherokees et les Chactas) ont chacune le droit d'envoyer des membres sans droit de vote à la Chambre des représentants des États-Unis (similaire à un territoire américain non étatique ou au district fédéral) ; les Chactas n'ont jamais exercé leur droit de le faire depuis qu'ils ont reçu ce pouvoir et les Cherokees ne l'ont pas fait avant de nommer un délégué en 2019, bien que ce délégué n'ait pas été accepté par le Congrès,,.

### Relations entre tribus et États fédérés: un souverain au sein d'un souverain
Un autre conflit concernant le gouvernement amérindien est sa souveraineté par rapport à celle des États fédérés. Le gouvernement fédéral a toujours été celui qui conclut des traités avec les tribus indiennes, et non avec les États individuellement. L'article 1, section 8 de la Constitution dispose que « le Congrès aura le pouvoir de réglementer le commerce avec les nations étrangères et entre les différents États, ainsi qu'avec les tribus indiennes ». Cela a déterminé que les tribus indiennes étaient séparées des gouvernements fédéral ou fédérés et que les États n'avaient pas le pouvoir de réglementer le commerce avec les tribus, et encore moins de réglementer les tribus.
Les États fédérés et les nations tribales se sont affrontés sur de nombreuses questions telles que les jeux, la pêche et la chasse des Indiens. Les Amérindiens croyaient qu'ils avaient des traités entre leurs ancêtres et le gouvernement des États-Unis, protégeant leur droit de pêcher, tandis que les non-Indiens croyaient que les États étaient responsables de la réglementation de la pêche commerciale et sportive. Dans l'affaire Menominee Tribe c. États-Unis en 1968, il a été jugé que « l'établissement d'une réserve par traité, loi ou accord comprend un droit implicite des Indiens de chasser et de pêcher dans cette réserve sans réglementation de l'État [fédéré] ». Les États fédérés ont tenté d’étendre leur pouvoir sur les tribus dans de nombreux autres cas, mais la décision du gouvernement fédéral a toujours été en faveur de la souveraineté tribale. Dans l'affaire Worcester c. Géorgie, le juge en chef Marshall a conclu que « l'Angleterre avait traité les tribus comme souveraines et négocié des traités d'alliance avec elles. Les États-Unis ont emboîté le pas, perpétuant ainsi la pratique de reconnaissance de la souveraineté tribale. Lorsque les États-Unis ont assumé le rôle de protecteur des tribus, ils n'ont ni nié ni détruit leur souveraineté. ». Comme l'a déterminé la Cour suprême dans l'affaire États-Unis c. Nice (1916), les citoyens américains sont soumis à toutes les lois américaines même s'ils ont également la citoyenneté tribale.
En juillet 2020, la Cour suprême des États-Unis a jugé dans l'McGirt c. Oklahoma que l'État de l'Oklahoma avait agi en dehors de sa juridiction en jugeant un membre de la nation Muscogee (Creek) en 1997 pour viol et que l'affaire aurait dû être jugée devant un tribunal fédéral puisque le Congrès n'avait jamais officiellement dissous la réserve en question. L'élargissement de la souveraineté juridictionnelle par la décision a également ouvert la possibilité aux Amérindiens d'obtenir davantage de pouvoir en matière de réglementation de l'alcool et des jeux de casino.
Similairement aux délégués tribaux sans droit de vote promis à la Chambre des représentants des États-Unis, la Chambre des représentants du Maine maintient trois sièges sans droit de vote au niveau de l'État pour les représentants des Passamaquoddys, des Wolastoqiyik et des Pentagouets. Deux des sièges ne sont actuellement pas pourvus en signe de protestation contre des questions de souveraineté et de droits tribaux.

## Souveraineté tribale sur les terres et les ressources naturelles
Après l'industrialisation, les années 1800 ont apporté de nombreux défis à la souveraineté tribale sur les terres occupées par leurs membres aux États-Unis. En 1831, l'affaire Cherokee Nation v. Georgia a établi une relation de tutelle entre les États-Unis et les territoires tribaux. Cela a donné au gouvernement fédéral l’autorité principale sur l’utilisation des terres tribales, tout en maintenant les droits des membres des tribus à résider sur leurs terres et à accéder à leurs ressources. De même, en 1841, un traité entre le gouvernement fédéral américain et la bande de Sokaogon Chippewa de Mole Lake a conduit les Chippewa à céder de vastes terres aux États-Unis, mais à conserver des droits d’usufruit de pêche, de chasse et de cueillette à perpétuité sur toutes les terres cédées.
L'industrie de guerre du début des années 1900 a introduit l'extraction d'uranium et le besoin de sites d'essai d'armes, pour lesquels le gouvernement fédéral a souvent sélectionné d'anciens et actuels territoires tribaux dans les déserts du sud-ouest. Des mines d'uranium ont été construites en amont des réserves Navajo et Hopi en Arizona et au Nevada, contaminant de manière sensible l'approvisionnement en eau des Amérindiens dans les années 1940 et 1950, avec des impacts durables à ce jour. Le désert du Nevada était également un site d'essais nucléaires fréquent pour l'armée américaine pendant la Seconde Guerre mondiale et la guerre froide, les résidents les plus proches étant des membres de la nation Navajo.
En 1970, le président Richard Nixon a créé l'Agence fédérale de protection de l'environnement (EPA). En 1974, l’EPA est devenue la première agence fédérale américaine à publier une politique indienne, qui a établi le modèle de fédéralisme environnemental opérationnel aujourd’hui. Dans le cadre de ce modèle, l’EPA établit des normes relatives à l’eau, à l’air et à l’élimination des déchets, mais délègue à chaque État fédéré le pouvoir d’application et la possibilité de concevoir des réglementations environnementales plus strictes. L'autorité d'application sur le territoire amérindien reste toutefois sous la juridiction fédérale de l'EPA, à moins qu'une tribu donnée ne demande et n'obtienne le statut de traitement en tant qu'État (en anglais : Treatment As State, TAS).
Avec l’émergence des mouvements pour la justice environnementale aux États-Unis dans les années 1990, le président Bill Clinton a publié les décrets 12898 (1994) et 13007 (1996). Le décret 12898 a confirmé les impacts disparates du changement climatique stratifiés selon le statut socio-économique. Le décret 13007 a ordonné la protection des sites culturels amérindiens. Depuis l'adoption des décrets 12898 et 13007, les procureurs tribaux ont intenté de nombreux procès contre le gouvernement fédéral et les pollueurs industriels au sujet de l'utilisation des terres et de la juridiction, avec plus ou moins de succès.
En 2007, l'ONU a adopté la Déclaration sur les droits des peuples autochtones (« la Déclaration »), malgré le vote contre des États-Unis, de l'Australie, de la Nouvelle-Zélande et du Canada,. En 2010, le président Barack Obama a déclaré que le gouvernement américain soutenait désormais la déclaration. Cependant, en décembre 2022, les exigences de la Déclaration n'ont toujours pas été adoptées dans la législation américaine. En 2015 encore, la mine Gold King a contaminé 11 400 m2 d’eau dans le fleuve Colorado, qui sert d’eau potable aux Navajos et aux Hopis en aval. L'EPA a alloué 156 000 $ en réparations, tandis que suite à la crise de l'eau à Flint, dans le Michigan, en 2014, 80 millions de dollars de fonds fédéraux ont été reçus.
Le marché immobilier moderne est un défi récent auquel sont confrontés les Amérindiens en matière de souveraineté foncière et de ressources naturelles. Bien que les nations autochtones aient réalisé des progrès substantiels en matière de souveraineté foncière et de ressources, cette autorité se limite aux terres classées comme « propriété amérindienne ». Sur le marché immobilier privé, cependant, les grands pollueurs industriels et les mineurs pleins d'espoir ont pris l'habitude de racheter les terres des propriétaires fonciers individuels dans les zones résidentielles amérindiennes, puis d'utiliser ces terres pour construire des mines ou des usines, ce qui accroît la pollution locale. Il n’existe pas de réglementation ni de législation en place pour freiner suffisamment cette pratique au rythme nécessaire pour préserver les terres et les ressources naturelles des Amérindiens.
En 2023, la Resighini Rancheria du peuple Yurok, la nation Tolowa Dee-ni' et la communauté indienne Cher-Ae Heights de Trinidad Rancheria; reconnues par le gouvernement fédéral, ont annoncé qu'en tant que gouvernements territoriaux, elles ont protégé la zone de gestion marine autochtone Yurok-Tolowa-Dee-ni' de 1 813 km2 d'eaux océaniques et de littoral s'étendant de l'Oregon jusqu'au sud de Trinidad dans les parcs nationaux et d'État de Redwood.

## Liste de jurisprudences
- Cherokee Nation c. Georgia , 30 US (5 Pet.) 1 (1831) (relation de tutelle établie entre les terres amérindiennes et le gouvernement fédéral étatsunien)
- États-Unis c. Holiday, 70 US 407 (1866) (l'interdiction par le Congrès de vendre de l'alcool aux Indiens est constitutionnelle)
- Sarlls c. États-Unis, 152 US 570 (1894) (la bière blonde n'est ni une boisson spiritueuse ni du vin au sens de ces termes tels qu'utilisés dans les Statuts révisés § 2139)
- Dans l'affaire Heff, 197 US 488 (1905) (le Congrès a le pouvoir de placer les Indiens sous la loi de l'État fédéré s'il le souhaite, et que l'interdiction de vendre de l'alcool ne s'applique pas aux Indiens soumis à l'Allotment Act)
- Iron Crow c. Tribu Sioux Ogallala, 129 F. Supp. 15 (1955) (les tribus ont le pouvoir de créer et de modifier leur système juridictionnel et que ce pouvoir n'est limité que par le Congrès, et non par les autres juridictions)
- États-Unis c. Washington (1974), également connu sous le nom de décision Boldt (concernant les droits de pêche hors réserve : les Indiens avaient une servitude pour traverser des propriétés privées jusqu'à leurs lieux de pêche, l'État fédéré ne pouvait pas exiger des Indiens des frais de pêche, l'État fédéré ne pouvait pas discriminer les tribus dans la méthode de pêche autorisée et les Indiens avaient droit à une part juste et équitable de la récolte).
- Communauté indienne des Potowatomies du Wisconsin de Hannahville c. Houston, 393 F. Supp. 719 (la garde des enfants domiciliés sur les terres de la réserve est régie par la loi tribale et non par la loi de l'État fédéré)
- Oliphant c. Suquamish Indian Tribe, 435 US 191 (1978) (les juridictions tribales n'ont pas de compétence pénale inhérente pour juger et punir les non-Indiens et ne peuvent donc pas assumer une telle compétence à moins d'y être spécifiquement autorisés par le Congrès)
- Merrion c. Jicarilla Apache Tribe, 455 US 130 (1982) (les nations indiennes ont le pouvoir de taxer les Américains non autochtones en raison de leur pouvoir en tant que nation et de leurs droits issus de traités d'exclure des non-membres ; ce droit ne peut être restreint que par le Congrès.)
- American Indian Agricultural Credit Consortium, Inc. c. Fredericks, 551 F. Supp. 1020 (1982) (les tribunaux fédéraux, et non les tribunaux des États fédérés, ont compétence sur les membres de la tribu)
- Maynard c. Tribu indienne de Narrangansett, 798 F. Supp. 94 (1992) (les tribus jouissent d'une immunité souveraine contre les réclamations délictuelles de l'État fédéré)
- Venetie IRA Council c. Alaska, 798 F. Supp. 94 (les tribus ont le pouvoir de reconnaître et de légiférer en matière d'adoption)
- Église amérindienne c. Conseil tribal Navajo, 272 F.2d 131 (le Premier Amendement ne s'applique pas aux nations indiennes à moins qu'il ne soit appliqué par le Congrès)
- Teague c. Bad River Band, 236 Wis. 2d 384 (2000) (les juridictions tribales méritent bénéficie de la confiance mutuelle complète puisqu'ils sont le tribunal d'un souverain indépendant ; cependant, afin de mettre fin à la confusion, les affaires qui sont déposées devant les juridictions des États fédérés et tribales nécessitent une consultation des deux juridictions avant qu'elles ne soient tranchées.)
- Inyo County c. Paiute-Shoshone Indians (États-Unis 2003) (la souveraineté tribale peut l'emporter sur les pouvoirs de perquisition et de saisie d'un État fédéré)
- Sharp c. Murphy 591 US (2020), et McGirt c. Oklahoma 591 US (2020) (si le Congrès n'a pas expressément supprimé une réserve, l'État fédéré dans lequel se trouve la réserve n'a pas compétence pour poursuivre les crimes impliquant des accusés indiens ou des victimes indiennes en vertu de la loi sur les crimes majeurs)